# 陈晓中
陈晓中（1928年—），男，广东澄海人，中国天文学家，曾任北京天文馆馆长，中国天文学会理事。